# Питерс, Андерсон
Андерсон Питерс (англ. Anderson Peters, род. 21 октября 1997 года) — гренадский метатель копья, двукратный чемпион мира (2019 и 2022), чемпион Панамериканских игр 2019 года. Только Яну Железному и Питерсу удалось стать чемпионом мира по метанию копья более одного раза. Член ордена Британской империи (MBE).

## Биография и карьера
На своём первом чемпионате мира, в 2017 году, в Лондоне. Андерсон с результатом 78,88 метра занял итоговое 20-е место.
На Панамериканских играх 2019 года в Лиме он метнул снаряд на 87,31 метра, установил личный рекорд и в итоговом протоколе стал первым. Получил золотую медаль Панамериканских игр.
На предолимпийском чемпионате мира, который проходил в 2019 году в столице Катара Дохе, атлет из Гренады завоевал золотую медаль и титул чемпиона мира отправив снаряд на 86,89 метров.
На Олимпийских играх в Токио Питерс сенсационно не сумел выйти в финал, показав в квалификации только 15-й результат (80,42 м). Чтобы выйти в финал надо было метать на два метра дальше.
На чемпионате мира 2022 года Питерс выиграл золото с результатом 90,54 м, олимпийский чемпион 2020 года Нирадж Чопра отстал более чем на два метра.
Личный рекорд — 93,07 м (этап Бриллиантовой лиги, 13 мая 2022, Доха).